# Papillon magique
Pour les articles homonymes, voir Papillon (homonymie).
 (février 2019).
Le Papillon magique est un objet en forme de papillon, souvent glissé dans une carte, une lettre, un livre ou un support de publipostage.
Il est composé de 4 ailes en papier, d’une armature métallique et d’un élastique. Dès l'ouverture, il s'envole sur plusieurs mètres pour délivrer un message en créant un effet de surprise chez les destinataires.

## Histoire
Le papillon magique est inventé en Mariano Vilaplana en 1953.
Le 2 février 1995, son fils David Vilaplana fonde la société Magic Flyer International, entreprise spécialisée dans la fabrication et la commercialisation de Papillon Magique.
En 1997, Le Papillon Magique, appelé à ce moment-là Le papillon messager, apparaît pour la première fois dans le Livre Mondial des inventions.

### Brevets, marques et normes
Le Papillon Magique a déposé plusieurs brevets ainsi que différentes marques nationales et internationales déposées à l'INPI, à l’EUIPO (European Union Intellectual Property), à l’IPO (Intellectual Property Office) de grande Bretagne et à l’USPTO (United States Patent and Trademark Office) des U.S.A. : Le Papillon Magique, The Magic Butterfly,,, Magic Flyer.
Le Papillon Magique possède les normes européennes du jouet NF EN 71-1, NF EN 71-2 + A1 et NF EN 71-3 +A1.

## Structure du papillon
Le Papillon Magique est constitué d’un corps métallique ultraléger, d’un élastique faisant office de propulseur et de 4 ailes en papier multicolore. Les ailes du haut doivent être tournées environ 50 fois pour remonter l’élastique et accumuler de l’énergie. Une fois préparé, le papillon peut être inséré dans une carte, une lettre, un livre ou un support de publipostage. Il peut être également envoyé par la poste dans une enveloppe. Lorsqu'on ouvre le support, la force causée par la rotation des ailes lâche soudainement, ce qui permet de donner au corps la possibilité de s'échapper rapidement.

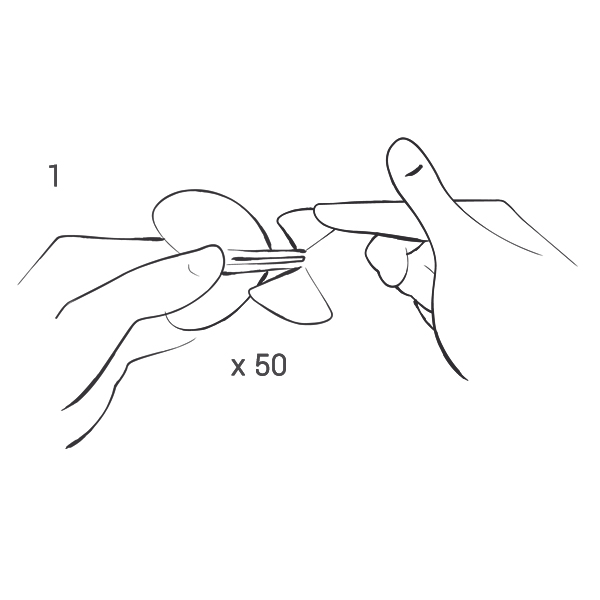
Tourner les ailes du haut 50 fois.
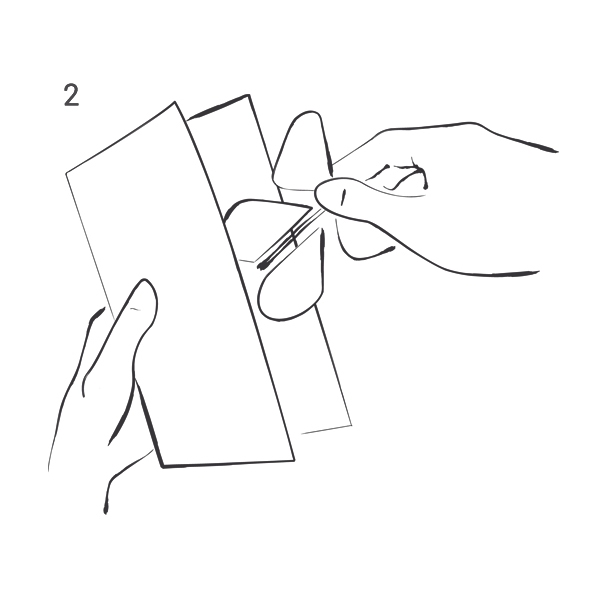
Insérer le Papillon Magique dans son support.
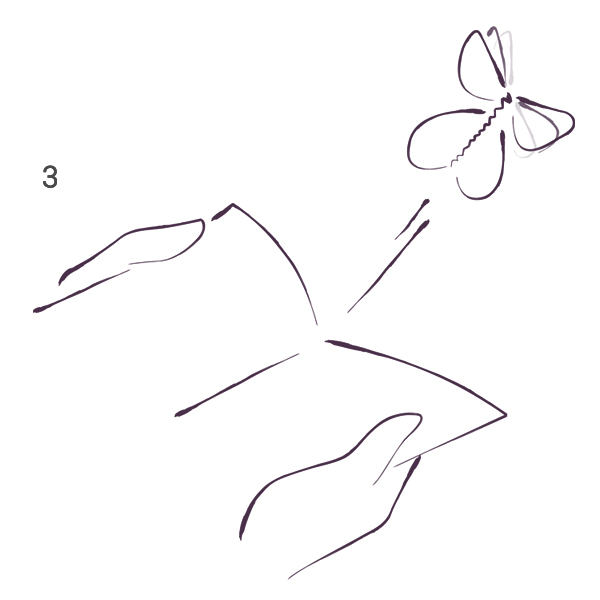
Le Papillon Magique s'envole dès l'ouverture.